# Muhlenbergia macroura
El zacatón (Muhlenbergia macroura) es una planta de la familia Poaceae. Es nativa de Mesoamérica. Se ha utilizado en la fabricación de escobetas, escobas y cepillos desde hace más de 100 años.

## Descripción
Es una hierba perenne que alcanza hasta 1,30 metros de alto y forma macollos. Sus hojas son lineares, y su inflorescencia es una panícula densa recta y larga. 

## Distribución y hábitat
El zacatón forma parte natural de las praderas alpinas y subalpinas, comúnmente llamados zacatonales del eje Neovolcánico Transversal. También se localiza en bosques a una altitud de 1800 a 4000 metros. Está ampliamente distribuido en México y recibe diversos nombres de acuerdo a la zona.